# Handlová
Handlová (på tyska Krickerhau, på ungerska Nyitrabánya) är en stad och kommun i distriktet Prievidza i regionen Trenčín i nordvästra Slovakien. Handlová har drygt 17 700 invånare (2005). Staden grundades 1376 och befolkades initialt av tyska bosättare som senare fick benämningen karpattyskar.
Fotbollsspelaren Martin Škrtel som representerar Liverpool FC, är född och uppvuxen i Handlova.